# لقاح خماسي التكافؤ
اللقاح الخماسي التكافؤ (بالإنجليزية: Pentavalent vaccine)‏، المعروف أيضًا باسم لقاح 5 في 1، هو لقاح مركب من خمسة لقاحات فردية متحدة في لقاح واحد، يهدف إلى الحماية الفعالة للأشخاص من أمراض متعددة.
المثال الأكثر استخدامًا هو لقاح المستدمية النزلية من النوع B يحمي من ( بكتيريا تسبب التهاب السحايا والالتهاب الرئوي والتهاب الأذن الوسطى) والسعال الديكي وكزاز والتهاب الكبد الوبائي والدفتريا. الاسم العام لهذا اللقاح هو الخناق والكزاز والسعال الديكي (الخلية بأكملها) والتهاب الكبد الوبائي (rDNA) واللقاح المترافق مع المستدمية النزلية من النوع باء (الممتص) أو DTP - HepB - Hib. استبدل هذا اللقاح الخماسي التكافؤ إلى حد كبير لقاحات توليفة الأطفال الأخرى، خاصة في البلدان المتوسطة والمنخفضة الدخل. بحلول عام 2013، كانت اللقاحات الخماسية التكافؤ تمثل 100% من اللقاحات المحتوية على DTP التي اشترتها اليونيسف، والتي توفر اللقاحات لنسبة كبيرة من أطفال العالم.